# Fissiphallius spinulatus
Fissiphallius spinulatus is een hooiwagen uit de familie Zalmoxioidae.